# Zapaluta
Zapaluta är en ort i Mexiko.   Den ligger i kommunen Villa Comaltitlán och delstaten Chiapas, i den sydöstra delen av landet, 800 km sydost om huvudstaden Mexico City. Zapaluta ligger 212 meter över havet och antalet invånare är 342.
Terrängen runt Zapaluta är kuperad åt nordost, men åt sydväst är den platt. Runt Zapaluta är det ganska tätbefolkat, med 62 invånare per kvadratkilometer. Närmaste större samhälle är Villa Comaltitlán, 7,8 km söder om Zapaluta. Omgivningarna runt Zapaluta är en mosaik av jordbruksmark och naturlig växtlighet.